# Witold Rużyłło
Witold Rużyłło (ur. 3 marca 1939) – polski lekarz, kardiolog, profesor nauk medycznych, pionier kardiologii inwazyjnej w Polsce.

## Życiorys
Syn profesora Edwarda Rużyłły, twórcy systemu kształcenia podyplomowego lekarzy, oraz docent Aliny Zawadzkiej-Rużyłło, specjalisty ginekologii operacyjnej. Brat Jerzego Rużyłły. Ukończył studia na Akademii Medycznej w Warszawie (1962). Staż w zakresie chorób wewnętrznych odbywał w szpitalu uniwersyteckim w Ottawie, tam też zdecydował się na wybór specjalizacji kardiologicznej. Uzyskał w 1970 stopień naukowy doktora i przez następny rok odbywał staż specjalizacyjny z zakresu kardiologii w Texas Heat Institute w Houston. Habilitował się w 1991 na podstawie pracy zatytułowanej Ocena wyników przezskórnej komisurotomii mitralnej w nieoperowanym zwężeniu zastawki dwudzielnej i nawrocie zwężenia po leczeniu chirurgicznym. W 1995 otrzymał tytuł profesora nauk medycznych.
Specjalizował się w zakresie kardiologii, zajął się leczeniem choroby niedokrwiennej serca, a także wad wrodzonych i nabytych serca. Przeprowadzał pierwsze w Polsce zabiegi, tj. jak diagnostyczna koronarografia (1968), biopsja mięśnia sercowego (1975), angioplastyka tętnic wieńcowych (1981), a także przezskórne wszczepienie zastawki płucnej (2008).
Od 1963 do 1975 pracował Klinice Kardiologii CMKP. Później zawodowo związany z Instytutem Kardiologii im. Prymasa Tysiąclecia Kardynała Stefana Wyszyńskiego w Aninie. W 2006 objął stanowisko dyrektora tej instytucji, zajmując je do 2015. Od 1981 do 2010 kierował Kliniką Choroby Wieńcowej. Został członkiem korespondentem, a następnie członkiem rzeczywistym Polskiej Akademii Nauk, powoływany w skład prezydium PAN. W latach 1999–2001 był prezesem Polskiego Towarzystwa Kardiologicznego. W 2015 został dziekanem Wydziału Nauk Medycznych PAN. Autor około 600 publikacji naukowych w tym 10 podręczników (2017).
W 1987 wyróżniony Orderem Uśmiechu. W 2001, za wybitne zasługi dla rozwoju kardiologii, został odznaczony Krzyżem Komandorskim Orderu Odrodzenia Polski. W 2011 otrzymał Perłę Honorową Polskiej Gospodarki (w kategorii nauka). Honorowy redaktor naczelny pisma „Postępy w Kardiologii Interwencyjnej”. W 2017 wyróżniony doktoratem honoris causa Warszawskiego Uniwersytetu Medycznego.

## Wybrane publikacje
- Witold Rużyłło, Franciszek Walczak, Elżbieta Katarzyna Włodarska: Nowoczesna strategia leczenia zaburzeń rytmu serca. Poznań: Termedia Wydawnictwo Medyczne, 2008. ISBN 978-83-89825-52-0. Brak numerów stron w książce
- Andrzej Januszewicz, Włodzimierz Januszewicz, Witold Rużyłło: Inhibitory konwertazy angiotensyny w leczeniu chorób układu sercowo-naczyniowego. Kraków: Medycyna Praktyczna, 2005. ISBN 83-7430-039-6. Brak numerów stron w książce
- Andrzej Januszewicz, Witold Rużyłło, Marek Naruszewicz, Waldemar Banasiak: Postępowanie z chorym o dużym ryzyku sercowo-naczyniowym. Kraków: Wydawnictwo Medycyna Praktyczna, 2005. ISBN 83-7430-010-8. Brak numerów stron w książce
- Maria Hoffman, Wanda Rydlewska-Sadowska, Witold Rużyłło: Wady serca. Warszawa: Państwowy Zakład Wydawnictw Lekarskich, 1989. ISBN 83-200-1267-8. Brak numerów stron w książce